# 취후결정애상니
《취후결정애상니》(중국어 간체자: 醉后决定爱上你, 정체자: 醉後決定愛上你, 병음: Zuì hòu jué dìng ài shàng nǐ 쮀이허우줴딩아이상니[*], Love You 러브 유[*])는 타이완의 텔레비전 드라마.

## 등장 인물
- 양승림 (유년기 : 루이언(중국어판)(盧以恩), 어린기 : 스테이시(중국어판)(周依芳))(楊丞琳) : 린샤오루(林曉如) 역
- 장샤오취안 (소년기 : 리푸강(중국어판)(李傅剛))(張孝全) : 쑹제슈(宋杰修) 역
- 쉬웨이닝(許瑋甯) : 탕아이웨이(唐艾薇) 역
- 황홍승(黃鴻升) : 겅숴화이(耿爍懷) 역
- 백재헌(중국어판)(白梓軒) : 샹팅웨이(向霆威) 역
- 왕전일(중국어판)(王傳一) : 런이샹(任以翔) 역

### 기타
- 종흔능(중국어판)(鍾欣凌) : 차이멍쥔(蔡孟均) 역
- 복학량(중국어판)(卜學亮) : 잭(Jack) 역
- 유량좌(중국어판)(劉亮佐) : 리다푸(李達夫) 역
- 적지걸(중국어판)(狄志杰) : 토니(Tony) 역
- 송신니(중국어판)(宋新妮) : 선후이친(沈慧欽), 켈리(Kelly) 역
- 등구운(중국어판)(鄧九雲) : 관페이산(關沛珊), 페기(Peggy) 역
- 안가락(중국어판)(顏嘉樂) : 저우 감독(周導) 역
- 도전정(중국어판)(陶傳正) : 루 이사(陸董) 역
- 임미수(林美秀) : 린샤오루(林曉如) 역
- 나유훈(중국어판)(那維勳) : 추비더, 추피터(邱彼得) 역
- 고명위(중국어판)(高明偉) : 천아취안(陳阿泉) 역
- 요혜진(중국어판)(廖慧珍) : 아취안의 부인 역
- 정개중(중국어판)(鄭凱中) : 왕진량(王晉良) 역
- 마리오(중국어판)(馬力歐) : 데이비드(David) 역
- 정개중(중국어판)(鄭凱中) : 왕진량(王晉良) 역
- 왕현(중국어판)(王琄) : 차이메이링(蔡美玲), 사만다(Samantha) 역
- 임야아(중국어판)(林若亞 : QQ 역

### 게스트
- 조아천(중국어판)(趙亞倩) : 간호사 역
- 진경경(중국어판)(陳炅炅) : 카운터 부여 가격 역
- 샤오쉰(중국어판)(小薰) : 샤오쉰(小薰) 역
- 가일화(중국어판)(柯逸華) : 헨리(Henry) 역
- 곽욱청(郭昱晴) : 진행자 역
- 증위호(중국어판)(曾威豪) : 풍선 매점의 가게 주인 역
- 섭민지(중국어판)(葉民志) : 리조트 관리자 역
- 장유상(중국어판)(莊惟翔) : 다다오(大刀) 역
- 나북안(중국어판)(羅北安) : 룽거(龍哥) 역
- 쉬웨이닝 : 샌디(Sandy) 역
- 건덕문(중국어판)(乾德門) : 무카푸(木卡夫) 역
- 구일봉(중국어판)(邱逸峰) : 아춘(阿村) 역
- 고산봉(중국어판)(高山峰) : 아춘(浩子) 역
- 당종성(중국어판)(唐從聖) : 나이트 클럽 관리자 역
- 샤오바(중국어판)(小8) : 진행자 역

### 특별 출연
- 사기문(중국어판)(謝其文) : 임대인 역
- 자애(중국어판)(慈愛) : 이웨이의 조수 역
- 왕경관(중국어판)(王鏡冠) : 중치잔(鍾奇展) 역
- 진언장(중국어판)(陳彥壯) : 왕 총리(王總) 역
- 진건형(중국어판)(陳建衡) : 관리자 역
- 도립범(중국어판)(陶立帆) : 아훠스(阿火師) 역
- 주뢰안(중국어판)(朱蕾安) : 인푸(殷芙) 역
- 천스잉(중국어판)(陳詩穎) : 자치(佳綺) 역
- 만중산(중국어판)(萬重山) : 학장 역
- 하서강(중국어판)(何瑞康) : 극단 직원 역
- 오보춘(중국어판)(吳寶春) : 빵 굽는 사람 역
- 엄예문(중국어판)(嚴藝文) : 간호사 역
- 천스잉(중국어판)(陳詩穎) : 자치(佳綺) 역
- 심맹생(중국어판)(沈孟生) : 좡우슝(莊武雄) 역

| 타이완텔레비전공사(台視; TTV) 일요드라마              | 타이완텔레비전공사(台視; TTV) 일요드라마                          | 타이완텔레비전공사(台視; TTV) 일요드라마                          |
| 이전 작품                                             | 작품명                                                            | 다음 작품                                                         |
| ----------------------------------------------------- | ----------------------------------------------------------------- | ----------------------------------------------------------------- |
| 국민영웅(國民英雄) (2010년 12월 5일－2011년 4월 10일) | 취후결정애상니(醉後決定愛上你) (2011년 4월 17일－2011년 8월 14일) | 소자녀해향전충(小資女孩向前衝) (2011년 8월 21일－2012년 2월 12일) |